# Franck Jurietti
Franck Jurietti est un footballeur international français né le 30 mars 1975 à Valence (France).

## Biographie

### Formation et débuts professionnels à Gueugnon (1990-1997)
Franck Jurietti naît le 30 mars 1975 à Valence dans la Drôme,. Il commence à jouer au football dans sa ville natale et suscite l’intérêt de « deux ou trois clubs »,. Repéré par les recruteurs de l'Olympique lyonnais, il rejoint Lyon à l'âge de quinze ans, en 1990.
Il joue dans l'équipe réserve de l'OL et remporte, lors de la saison 1992-1993, le titre de champion de Division 3. La saison suivante, les jeunes lyonnais s'imposent en finale de la Coupe Gambardella 1993-1994, face au Stade Malherbe de Caen (5-0), avec comme joueurs Jurietti, Cédric Bardon, Jean-Christophe Devaux, Fabrice Fiorèse ou encore Ludovic Giuly. Lors de cette dernière, il est remarqué par George Bernard, recruteur du Football Club de Gueugnon, qui le supervise à trois reprises. Ce dernier rencontre Bernard Lacombe, proche du président lyonnais Jean-Michel Aulas, et lui avoue que Jurietti l'intéresse particulièrement. À la fin de la saison, le joueur ne reçoit pas de contrat de stagiaire et quitte le centre de formation de l'Olympique lyonnais.
Le joueur arrive au Football Club de Gueugnon en 1994 et devient professionnel. Quand il rejoint son nouveau club, Bernard le définie comme un joueur ayant « beaucoup de caractère et une bonne formation de base ». Le FCG ne recrute que deux nouveaux éléments avant le début de la saison 1994-1995, Jurietti et Pierre Chavrondier, inconnus du grand public. Il fait partie des joueurs les plus jeunes de cet effectif évoluant en Division 2. Il joue au poste de milieu défensif et se révèle avec les couleurs de Gueugnon. Pour sa première année, Il dispute trente-neuf matchs de championnat et devient un cadre de l'équipe aux côtés d'Ali Boumnijel, David Fanzel et Amara Traoré,. Les Forgerons, à l'issue d'une victoire 2-0 face au Red Star, terminent troisième du championnat et sont promus en Division 1.
Pour cette année parmi l'élite, Gueugnon a beaucoup de difficultés à s'imposer dans ce championnat. Cependant, Jurietti reste dans l'équipe-type et participe à trente-six rencontres de première division. De plus, il inscrit deux buts lors de cette saison, un face au Havre, marquant le premier but d'une victoire 2-0 et enfin un autre lors du dernier match de la saison, contre le Football Club de Metz pour un succès 2-1. Néanmoins, le FCG est relégué en D2, terminant dix-huitième, à un point du premier non-relégable. Jurietti reste à Gueugnon malgré la relégation et perdure dans son rôle de cadre, en jouant trente-cinq matchs et marquant trois buts lors de la saison 1996-1997 qui voit le FCG prendre la quatrième place et manquer son retour en Division 1. En 2003, il qualifie son passage à Gueugnon comme le moment le plus fort humainement de sa carrière.

### Titulaire avec Bastia (1997-2000)
Jurietti fait son arrivée en équipe de France espoirs peu de temps après le début de la saison 1997-1998. Il est sélectionné par Raymond Domenech pour un match de qualification pour le championnat d'Europe espoirs 1998 face à la Hongrie.
Le 30 janvier 2000, il marque l'unique but contre le Montpellier HSC, en huitième de finale de la Coupe de la Ligue, qualifiant son équipe au tour suivant.

### Échec à Monaco et prêt à Marseille (2000-2003)
À la fin de la saison 1999-2000, Jurietti est suivi par le Paris Saint-Germain et l'AS Monaco pour un recrutement. Finalement, au début du mois de juin 2000, il choisit Monaco car c'est le club « qui a fait le plus d'efforts » pour le faire venir. Le montant du transfert est estimé entre cinquante et soixante millions francs ou encore entre sept et demi et huit millions euros,. Le défenseur signe un contrat de cinq ans avec les monégasques.
Il commence la saison 2000-2001 comme titulaire. Participant à la Ligue des champions, Jurietti est expulsé contre le Galatasaray dans un match remporté 4-2 par Monaco mais marqué par un climat électrique entre les deux équipes. À ce moment-là de sa carrière, il est présenté comme étant dans la lignée de Willy Sagnol.
Dix années après ses débuts, en octobre 2005, grâce à un début de saison jugé excellent avec les Girondins de Bordeaux, Raymond Domenech lui offre sa première sélection en équipe de France.
Lors de la finale de la Coupe de la Ligue en 2009, il profite de la suspension d'Alou Diarra et endosse le brassard de capitaine pour la finale, remportée 4-0 face à Vannes.
En fin de contrat en mai 2010 à Bordeaux, il n'est pas conservé après sept saisons au club.

## Faits marquants
Il détient à ce jour le record du plus court parcours international avec cinq secondes de jeu lors du France-Chypre (4-0) du 12 octobre 2005.

## Palmarès
- Champion de France en 2009 avec les Girondins de Bordeaux
- Vainqueur de la Coupe de la Ligue en 2007 et 2009 avec les Girondins de Bordeaux
- Vainqueur du Trophée des champions en 2008 et 2009 avec les Girondins de Bordeaux
- Vice-Champion de France en 2003 avec l'AS Monaco, en 2006 et en 2008 avec les Girondins de Bordeaux
- Finaliste de la Coupe de la Ligue en 2001 avec l'AS Monaco

## Statistiques

### Générales
| Saison    | Club                          | Championnat | Championnat | Championnat | Coupe(s) nationale(s) | Coupe(s) nationale(s) | Compétition(s) continentale(s) | Compétition(s) continentale(s) | Compétition(s) continentale(s) | Total | Total |
| Saison    | Club                          | Division    | M.          | B.          | M.                    | B.                    | Comp.                          | M.                             | B.                             | M.    | B.    |
| 1994-1995 | FC Gueugnon                   | Division 2  | 39          | 0           | 1                     | 0                     | -                              | -                              | -                              | 40    | 0     |
| 1995-1996 | FC Gueugnon                   | Division 1  | 36          | 2           | 2                     | 0                     | -                              | -                              | -                              | 38    | 2     |
| 1996-1997 | FC Gueugnon                   | Division 2  | 35          | 3           | 3                     | 0                     | -                              | -                              | -                              | 38    | 3     |
| 1997-1998 | SC Bastia                     | Division 1  | 27          | 4           | 2                     | 0                     | CI+C3                          | 8                              | 0                              | 37    | 4     |
| 1998-1999 | SC Bastia                     | Division 1  | 25          | 2           | -                     | -                     | CI                             | 6                              | 2                              | 31    | 4     |
| 1999-2000 | SC Bastia                     | Division 1  | 31          | 3           | 5                     | 2                     | -                              | -                              | -                              | 36    | 5     |
| 2000-2001 | AS Monaco                     | Division 1  | 27          | 0           | 5                     | 0                     | C1                             | 3                              | 0                              | 35    | 0     |
| 2001-2002 | AS Monaco                     | Division 1  | 2           | 0           | -                     | -                     | -                              | -                              | -                              | 2     | 0     |
| 2001-2002 | Olympique de Marseille (prêt) | Division 1  | 17          | 0           | 3                     | 0                     | -                              | -                              | -                              | 20    | 0     |
| 2002-2003 | AS Monaco                     | Ligue 1     | 7           | 0           | -                     | -                     | -                              | -                              | -                              | 7     | 0     |
| 2003-2004 | Girondins de Bordeaux         | Ligue 1     | 33          | 0           | 3                     | 0                     | C3                             | 9                              | 0                              | 45    | 0     |
| 2004-2005 | Girondins de Bordeaux         | Ligue 1     | 30          | 0           | 3                     | 0                     | -                              | -                              | -                              | 33    | 0     |
| 2005-2006 | Girondins de Bordeaux         | Ligue 1     | 26          | 0           | 4                     | 0                     | -                              | -                              | -                              | 30    | 0     |
| 2006-2007 | Girondins de Bordeaux         | Ligue 1     | 29          | 0           | 6                     | 0                     | C1+C3                          | 6                              | 0                              | 41    | 0     |
| 2007-2008 | Girondins de Bordeaux         | Ligue 1     | 32          | 0           | 2                     | 0                     | C3                             | 1                              | 0                              | 35    | 0     |
| 2008-2009 | Girondins de Bordeaux         | Ligue 1     | 18          | 0           | 5                     | 0                     | C1+C3                          | 7                              | 0                              | 30    | 0     |
| 2009-2010 | Girondins de Bordeaux         | Ligue 1     | 3           | 0           | 4                     | 0                     | C1                             | 1                              | 0                              | 8     | 0     |

### Matchs internationaux
| # | Date            | Lieu                                 | Adversaire | Résultat | Compétition                             | Notes                                                    |
| - | --------------- | ------------------------------------ | ---------- | -------- | --------------------------------------- | -------------------------------------------------------- |
| 1 | 12 octobre 2005 | Stade de France, Saint-Denis, France | Chypre     | V 4 - 0  | Éliminatoires de la Coupe du monde 2006 | Entre en jeu à la place de Sidney Govou à la 91e minute. |